# Susanna Rosén
Susanna Maria Rosén, född 1956 i Överluleå, Norrbotten, är en svensk trädgårdsjournalist och författare. Sedan flyttade familjen till Gävle där hon bodde under sin skoltid. Hon har en fil. kand. i biologi och geovetenskap och har tidigare varit anställd vid Naturhistoriska riksmuseet i Stockholm. Hennes inriktning är ekologi och naturliga trädgårdar men även odling i våra nordligaste län. Hon medverkar regelbundet i olika månads- och veckotidningar som skribent och fotograf samt är författare till många böcker om trädgård och trädgårdsväxter, krukväxter och katter. Våren 2012 var Rosén en av de tre jurymedlemmar som utsåg Sveriges vackraste trädgård i Trädgårdstoppen på TV8.
Susanna Rosén tillhör en släkt som på 1970-talet utsågs till "Sveriges största journalistsläkt". Hon är dotter till redaktör Britt Rosén och med. dr Fried Nilsson samt barnbarn till redaktören, försvarsministern och landshövdingen Gustav Rosén. Andra släktingar är systern journalisten Ingrid Kinne Lindgren och hennes kusin journalisten Robert Rosén. Hennes morbror är redaktör Bo Rosén. Susanna Rosén är också brorsdotter till deckarförfattaren Nils Hövenmark.